# Jeane Gardiner
Pour les articles homonymes, voir Gardiner.
Jeane Gardiner (morte le 26 mai 1651 à Saint George's aux Bermudes) est une sorcière britannique présumée. Elle est l'une des rares personnes à avoir été exécutée pour sorcellerie aux Bermudes.

## Biographie
Gardiner est l'épouse de Ralph Gardiner. Elle a été jugé par le capitaine Josias Fforster, gouverneur. Elle a été accusée d'avoir affecté une femme par magie. Elle avait menacé de cramponner Tomasin, une femme mulâtre, qui a ensuite été frappée d'aveugle et est devenue muette pendant 2 heures. Une autre femme, Anne Bowen, a été jugée avec elle.
Gardiner a plaidé non coupable. Un jury de femmes a été nommé pour fouiller son corps : Mme Ellen Burrowes, Mme Fflora Wood, Mme Eliz. Stowe, Allice Sparkes, Eliz. Brangman. Elle a ensuite été soumise à l'épreuve de l'eau. Après avoir été jetée deux fois dans la mer, elle flottait comme un bouchon et ne pouvait pas couler. Elle a été jugée coupable de sorcellerie et condamnée à mort. Elle a été exécutée le lundi 26 mai 1651. Le sort d'Anne Bowen est inconnu.
Entre 1651 et 1696, 22 procès de sorcières ont eu lieu aux Bermudes contre 18 femmes et quatre hommes, dont cinq femmes et un homme furent exécutés. Le procès contre Sarah Basset (en) (ou Sally Basset) en 1730 est aussi parfois compté parmi eux. La plupart d'entre eux ont eu lieu dans les années 1650, une période où les procès de sorcières étaient courants en Angleterre même, et l'accusation était souvent la maladie dont souffraient les esclaves par l'usage de la magie.